# 1. Fußball-Club Kaiserslautern 2005-2006
Questa voce raccoglie le informazioni riguardanti il 1. Fußball-Club Kaiserslautern nelle competizioni ufficiali della stagione 2005-2006.

## Stagione
Nella stagione 2005-2006 il Kaiserslautern, allenato da Michael Henke e Wolfgang Wolf, concluse il campionato di Bundesliga al 16º posto e retrocesse in 2. Bundesliga. In Coppa di Germania il Kaiserslautern fu eliminato agli ottavi di finale dal Magonza.

## Rosa
| N. |                           | Ruolo | Calciatore         |
| -- | ------------------------- | ----- | ------------------ |
| 1  | Austria (bandiera)        | P     | Jürgen Macho       |
| 2  | RD del Congo (bandiera)   | D     | Hervé Nzelo-Lembi  |
| 3  | Francia (bandiera)        | D     | Mathieu Béda       |
| 4  | Germania (bandiera)       | D     | Timo Wenzel        |
| 5  | Germania (bandiera)       | D     | Ingo Hertzsch      |
| 7  | Albania (bandiera)        | C     | Ervin Skela        |
| 10 | Iran (bandiera)           | C     | Ferydoon Zandi     |
| 14 | Croazia (bandiera)        | C     | Mihael Mikić       |
| 15 | Brasile (bandiera)        | D     | Marcelo Pletsch    |
| 16 | Germania (bandiera)       | C     | Axel Bellinghausen |
| 18 | Costa d'Avorio (bandiera) | A     | Boubacar Sanogo    |
| 19 | Turchia (bandiera)        | A     | Halil Altıntop     |
| 20 | Germania (bandiera)       | C     | Marco Engelhardt   |
| 21 | Germania (bandiera)       | P     | Thomas Ernst       |
| 22 | Germania (bandiera)       | C     | Torsten Reuter     |

| N. |                       | Ruolo | Calciatore         |
| -- | --------------------- | ----- | ------------------ |
| 23 | Germania (bandiera)   | C     | Thomas Riedl       |
| 24 | Germania (bandiera)   | D     | Matthias Henn      |
| 25 | Germania (bandiera)   | C     | Michael Lehmann    |
| 26 | Germania (bandiera)   | C     | Daniel Damm        |
| 27 | Germania (bandiera)   | P     | Florian Fromlowitz |
| 28 | Germania (bandiera)   | C     | Daniel Halfar      |
| 29 | Germania (bandiera)   | C     | Sebastian Reinert  |
| 30 | Slovacchia (bandiera) | C     | Balazs Borbely     |
| 33 | Germania (bandiera)   | D     | Stefan Blank       |
| 34 | Germania (bandiera)   | D     | Fabian Schönheim   |
| 36 | Germania (bandiera)   | P     | Andreas Clauß      |
| 38 | Germania (bandiera)   | A     | Marcel Ziemer      |
| 39 | Germania (bandiera)   | C     | Steffen Bohl       |
| 40 | Norvegia (bandiera)   | D     | Jon Inge Høiland   |

## Organigramma societario
Area tecnica
- Allenatore: Wolfgang Wolf
- Allenatore in seconda: Wolfgang Funkel
- Preparatore dei portieri: Gerald Ehrmann
- Preparatori atletici:

## Calciomercato

### Sessione estiva
| Acquisti | Acquisti           | Acquisti            | Acquisti |
| R.       | Nome               | da                  | Modalità |
| -------- | ------------------ | ------------------- | -------- |
| C        | Axel Bellinghausen | Fortuna Düsseldorf  |          |
| D        | Marcelo Pletsch    | Borussia M'gladbach |          |
| C        | Torsten Reuter     | Saarbrücken         |          |
| A        | Boubacar Sanogo    | Al-Ain              |          |
| C        | Ervin Skela        | Arminia Bielefeld   |          |

| Cessioni | Cessioni           | Cessioni              | Cessioni |
| R.       | Nome               | da                    | Modalità |
| -------- | ------------------ | --------------------- | -------- |
| C        | Kamil Kosowski     | Southampton           |          |
| A        | Giannīs Amanatidīs | Eintracht Francoforte |          |
| C        | Jürgen Gjasula     | San Gallo             |          |
| C        | Mika Nurmela       | HJK                   |          |
| D        | Bill Tchato        | Nizza                 |          |
| P        | Tim Wiese          | Werder Brema          |          |
| C        | Patrick Wittich    | Wehen Wiesbaden       |          |

### Sessione invernale
| Acquisti | Acquisti         | Acquisti       | Acquisti |
| R.       | Nome             | da             | Modalità |
| -------- | ---------------- | -------------- | -------- |
| D        | Mathieu Béda     | Standard Liegi |          |
| C        | Balazs Borbely   | Petržalka      |          |
| D        | Jon Inge Høiland | Malmö FF       |          |

| Cessioni | Cessioni        | Cessioni         | Cessioni |
| R.       | Nome            | da               | Modalità |
| -------- | --------------- | ---------------- | -------- |
| A        | Carsten Jancker | Shanghai Shenhua |          |
| D        | Lucien Mettomo  | K. Erciyesspor   |          |
| C        | Jochen Seitz    | Hoffenheim       |          |

## Risultati

### Bundesliga

#### Girone di andata
| Arbitro: | Wack |

|                         |           |              |
| Larsen 79’ Krstajić 83’ | Marcatori | 33’ Altıntop |

| Arbitro: | Perl |

|                                                  |           |                              |
| Altıntop 2’, 58’, 80’ Nzelo-Lembi 27’ Sanogo 68’ | Marcatori | 21’, 63’ Möhrle 66’ Ahanfouf |

| Arbitro: | Fleischer |

|                         |           |                                    |
| Scherz 81’ Podolski 90’ | Marcatori | 19’, 79’ Altıntop 90’ (rig.) Skela |

| Arbitro: | Kircher |

|              |           |                                                  |
| Altıntop 84’ | Marcatori | 30’ Micoud 44’, 79’ Klose 45’ Frings 89’ Vranješ |

| Bielefeld 17 settembre 2005, ore 15:30 CEST 5ª giornata | Arminia Bielefeld | 0 – 0 referto | Kaiserslautern | SchücoArena (16 684 spett.)\| Arbitro: \| Stark \| |
| Arbitro:                                                | Stark             |               |                |                                                    |

| Arbitro: | Wack |

|  |           |                    |
|  | Marcatori | 38’ Thurk 90’ Auer |

| Arbitro: | Kinhöfer |

|              |           |  |
| Tomasson 10’ | Marcatori |  |

| Arbitro: | Schmidt |

|  |           |                                     |
|  | Marcatori | 35’, 82’ van der Vaart 49’ Barbarez |

| Arbitro: | Sippel |

|                        |           |                       |
| Altıntop 13’, 57’, 78’ | Marcatori | 7’, 16’, 40’ Smolarek |

| Arbitro: | Gagelmann |

|                                                   |           |            |
| Strasser 11’ El-Fakiri 32’ Kluge 45’ Neuville 86’ | Marcatori | 14’ Sanogo |

| Arbitro: | Fleischer |

|                           |           |                          |
| Engelhardt 31’ Göktan 89’ | Marcatori | 38’ Barnetta 70’ Voronin |

| Arbitro: | Rafati |

|                                    |           |  |
| Paraíba 6’ Pantelić 48’ Rafael 52’ | Marcatori |  |

| Arbitro: | Weiner |

|           |           |                                   |
| Blank 18’ | Marcatori | 16’ Banović 78’ Müller 81’ Saenko |

| Arbitro: | Brych |

|                                                |           |            |
| Tarnat 13’, 26’ Brdarić 62’, 73’ Hashemian 83’ | Marcatori | 69’ Sanogo |

| Arbitro: | Gräfe |

|                               |           |            |
| Ballack 26’ Makaay 54’ (rig.) | Marcatori | 39’ Sanogo |

| Arbitro: | Meyer |

|           |           |                              |
| Seitz 85’ | Marcatori | 50’ Weissenberger 58’ Copado |

| Arbitro: | Wagner |

|                        |           |                         |
| Altıntop 45’, 61’, 83’ | Marcatori | 47’ Klimowicz 54’ Hanke |

#### Girone di ritorno
| Arbitro: | Sippel |

|  |           |                                     |
|  | Marcatori | 12’ Lincoln 78’ (rig.) K'obiashvili |

| Arbitro: | Brych |

|                                |           |                 |
| Kurth 40’ Tararache 61’ (rig.) | Marcatori | 77’, 81’ Halfar |

| Arbitro: | Wack |

|                                 |           |                   |
| Sanogo 42’ (rig.) Schönheim 76’ | Marcatori | 38’, 75’ Streller |

| Arbitro: | Kinhöfer |

|  |           |                      |
|  | Marcatori | 71’ Sanogo 88’ Skela |

| Arbitro: | Stark |

|                |           |  |
| Sanogo 9’, 88’ | Marcatori |  |

| Arbitro: | Kircher |

|  |           |                        |
|  | Marcatori | 23’ (rig.), 25’ Sanogo |

| Arbitro: | Fleischer |

|              |           |           |
| Altıntop 15’ | Marcatori | 90’ Gómez |

| Arbitro: | Wack |

|                                                         |           |  |
| Lauth 54’ Schönheim 61’ (aut.) van der Vaart 85’ (rig.) | Marcatori |  |

| Arbitro: | Meyer |

|                     |           |           |
| Dédé 25’ Kringe 64’ | Marcatori | 45’ Skela |

| Arbitro: | Gagelmann |

|                             |           |  |
| Altıntop 31’, 32’ Skela 65’ | Marcatori |  |

| Arbitro: | Brych |

|                                                            |           |             |
| Barnetta 9’ Berbatov 37’ (rig.), 61’, 90’ (rig.) Fritz 85’ | Marcatori | 63’ Pletsch |

| Arbitro: | Sippel |

|  |           |                           |
|  | Marcatori | 14’ Pantelić 26’ Gilberto |

| Arbitro: | Meyer |

|                            |           |                   |
| Vittek 13’, 87’ Paulus 62’ | Marcatori | 20’, 48’ Altıntop |

| Arbitro: | Perl |

|            |           |  |
| Halfar 39’ | Marcatori |  |

| Arbitro: | Kinhöfer |

|                           |           |                        |
| Köhler 50’ Amanatidīs 69’ | Marcatori | 16’ Reinert 82’ Ziemer |

| Arbitro: | Kircher |

|              |           |          |
| Altıntop 26’ | Marcatori | 68’ Ottl |

| Arbitro: | Stark |

|                           |           |                         |
| Makiadi 66’ Klimowicz 69’ | Marcatori | 20’ Altıntop 86’ Ziemer |

### Coppa di Germania
| Arbitro: | Kinhöfer |

|  |           |                                   |
|  | Marcatori | 10’ Pletsch 22’ Jancker 57’ Zandi |

| Arbitro: | Schriever |

|                      |           |                                             |
| David 38’ Mensah 68’ | Marcatori | 25’, 27’ Sanogo 70’ Engelhardt 75’ Altıntop |

| Arbitro: | Weiner |

|                                                 |                      |                                          |
| Engelhardt 29’                                  | Marcatori            | 62’ Silva                                |
| Blank Hertzsch Zandi Altıntop Engelhardt Halfar | Tiri di rigore 3 – 4 | Babatz Demirtas Silva Gerber Zidan Ruman |

## Statistiche

### Statistiche di squadra
| Competizione      | Punti | In casa | In casa | In casa | In casa | In casa | In casa | In trasferta | In trasferta | In trasferta | In trasferta | In trasferta | In trasferta | Totale | Totale | Totale | Totale | Totale | Totale | DR  |
| Competizione      | Punti | G       | V       | N       | P       | Gf      | Gs      | G            | V            | N            | P            | Gf           | Gs           | G      | V      | N      | P      | Gf     | Gs     | DR  |
| ----------------- | ----- | ------- | ------- | ------- | ------- | ------- | ------- | ------------ | ------------ | ------------ | ------------ | ------------ | ------------ | ------ | ------ | ------ | ------ | ------ | ------ | --- |
| Bundesliga        | 33    | 17      | 5       | 5       | 7       | 26      | 33      | 17           | 3            | 4            | 10           | 21           | 38           | 34     | 8      | 9      | 17     | 47     | 71     | -24 |
| Coppa di Germania | -     | 1       | 0       | 1       | 0       | 1       | 1       | 2            | 2            | 0            | 0            | 7            | 2            | 3      | 2      | 1      | 0      | 8      | 3      | +5  |
| Totale            | 33    | 18      | 5       | 6       | 7       | 27      | 34      | 19           | 5            | 4            | 10           | 28           | 40           | 37     | 10     | 10     | 17     | 55     | 74     | -19 |

### Andamento in campionato
| Giornata  | 1  | 2 | 3 | 4 | 5 | 6  | 7  | 8  | 9  | 10 | 11 | 12 | 13 | 14 | 15 | 16 | 17 | 18 | 19 | 20 | 21 | 22 | 23 | 24 | 25 | 26 | 27 | 28 | 29 | 30 | 31 | 32 | 33 | 34 |
| --------- | -- | - | - | - | - | -- | -- | -- | -- | -- | -- | -- | -- | -- | -- | -- | -- | -- | -- | -- | -- | -- | -- | -- | -- | -- | -- | -- | -- | -- | -- | -- | -- | -- |
| Luogo     | T  | C | T | C | T | C  | T  | C  | C  | T  | C  | T  | C  | T  | T  | C  | C  | C  | T  | C  | T  | C  | T  | C  | T  | T  | C  | T  | C  | T  | C  | T  | C  | T  |
| Risultato | P  | V | V | P | N | P  | P  | P  | N  | P  | N  | P  | P  | P  | P  | P  | V  | P  | N  | N  | V  | V  | V  | N  | P  | P  | V  | P  | P  | P  | V  | N  | N  | N  |
| Posizione | 13 | 7 | 5 | 8 | 8 | 11 | 12 | 13 | 14 | 15 | 17 | 17 | 18 | 18 | 18 | 18 | 18 | 18 | 18 | 18 | 17 | 16 | 14 | 15 | 16 | 16 | 16 | 16 | 16 | 16 | 16 | 16 | 16 | 16 |

Legenda:

Luogo: C = Casa; T = Trasferta. Risultato: V = Vittoria; N = Pareggio; P = Sconfitta.

### Statistiche dei giocatori
| Giocatore        | Bundesliga | Bundesliga | Bundesliga  | Bundesliga | Coppa di Germania | Coppa di Germania | Coppa di Germania | Coppa di Germania | Totale   | Totale | Totale      | Totale     |
| Giocatore        | Presenze   | Reti       | Ammonizioni | Espulsioni | Presenze          | Reti              | Ammonizioni       | Espulsioni        | Presenze | Reti   | Ammonizioni | Espulsioni |
| ---------------- | ---------- | ---------- | ----------- | ---------- | ----------------- | ----------------- | ----------------- | ----------------- | -------- | ------ | ----------- | ---------- |
| H. Altıntop      | 34         | 20         | 2           | 0          | 2                 | 1                 | 0                 | 0                 | 36       | 21     | 2           | 0          |
| A. Bellinghausen | 20         | 0          | 2           | 0          | 2                 | 0                 | 0                 | 0                 | 22       | 0      | 2           | 0          |
| S. Blank         | 17         | 1          | 2           | 1          | 3                 | 0                 | 0                 | 0                 | 20       | 1      | 2           | 1          |
| S. Bohl          | 2          | 0          | 0           | 0          | 0                 | 0                 | 0                 | 0                 | 2        | 0      | 0           | 0          |
| B. Borbely       | 8          | 0          | 5           | 0          | 0                 | 0                 | 0                 | 0                 | 8        | 0      | 5           | 0          |
| M. Béda          | 16         | 0          | 4           | 0          | 0                 | 0                 | 0                 | 0                 | 16       | 0      | 4           | 0          |
| A. Clauß         | 0          | 0          | 0           | 0          | 0                 | 0                 | 0                 | 0                 | 0        | 0      | 0           | 0          |
| D. Damm          | 0          | 0          | 0           | 0          | 0                 | 0                 | 0                 | 0                 | 0        | 0      | 0           | 0          |
| M. Engelhardt    | 32         | 1          | 7           | 0          | 3                 | 2                 | 0                 | 0                 | 35       | 3      | 7           | 0          |
| T. Ernst         | 3          | 0          | 0           | 0          | 1                 | 0                 | 0                 | 0                 | 4        | 0      | 0           | 0          |
| F. Fromlowitz    | 12         | 0          | 0           | 0          | 0                 | 0                 | 0                 | 0                 | 12       | 0      | 0           | 0          |
| B. Göktan        | 7          | 1          | 0           | 0          | 0                 | 0                 | 0                 | 0                 | 7        | 1      | 0           | 0          |
| D. Halfar        | 18         | 3          | 4           | 0          | 1                 | 0                 | 1                 | 0                 | 19       | 3      | 5           | 0          |
| M. Henn          | 0          | 0          | 0           | 0          | 0                 | 0                 | 0                 | 0                 | 0        | 0      | 0           | 0          |
| I. Hertzsch      | 26         | 0          | 5           | 0          | 3                 | 0                 | 1                 | 0                 | 29       | 0      | 6           | 0          |
| J. Høiland       | 9          | 0          | 0           | 0          | 0                 | 0                 | 0                 | 0                 | 9        | 0      | 0           | 0          |
| C. Jancker       | 5          | 0          | 1           | 0          | 2                 | 1                 | 0                 | 0                 | 7        | 1      | 1           | 0          |
| M. Lehmann       | 0          | 0          | 0           | 0          | 0                 | 0                 | 0                 | 0                 | 0        | 0      | 0           | 0          |
| J. Macho         | 20         | 0          | 1           | 0          | 2                 | 0                 | 0                 | 0                 | 22       | 0      | 1           | 0          |
| L. Mettomo       | 9          | 0          | 2           | 0          | 1                 | 0                 | 0                 | 0                 | 10       | 0      | 2           | 0          |
| M. Mikić         | 20         | 0          | 5           | 0          | 1                 | 0                 | 0                 | 0                 | 21       | 0      | 5           | 0          |
| C. Nerlinger     | 4          | 0          | 3           | 0          | 1                 | 0                 | 1                 | 0                 | 5        | 0      | 4           | 0          |
| H. Nzelo-Lembi   | 29         | 1          | 5           | 0          | 2                 | 0                 | 2                 | 0                 | 31       | 1      | 7           | 0          |
| M. Pletsch       | 22         | 1          | 3           | 0          | 3                 | 1                 | 1                 | 0                 | 25       | 2      | 4           | 0          |
| S. Reinert       | 14         | 1          | 1           | 0          | 0                 | 0                 | 0                 | 0                 | 14       | 1      | 1           | 0          |
| T. Reuter        | 8          | 0          | 1           | 0          | 2                 | 0                 | 0                 | 0                 | 10       | 0      | 1           | 0          |
| T. Riedl         | 11         | 0          | 1           | 0          | 1                 | 0                 | 1                 | 0                 | 12       | 0      | 2           | 0          |
| B. Sanogo        | 24         | 10         | 1           | 0          | 3                 | 2                 | 0                 | 0                 | 27       | 12     | 1           | 0          |
| F. Schönheim     | 18         | 1          | 0           | 0          | 2                 | 0                 | 0                 | 0                 | 20       | 1      | 0           | 0          |
| J. Seitz         | 12         | 1          | 2           | 0          | 1                 | 0                 | 0                 | 0                 | 13       | 1      | 2           | 0          |
| C. Sforza        | 7          | 0          | 0           | 1          | 0                 | 0                 | 0                 | 0                 | 7        | 0      | 0           | 1          |
| E. Skela         | 34         | 4          | 0           | 0          | 3                 | 0                 | 0                 | 1                 | 37       | 4      | 0           | 1          |
| T. Wenzel        | 4          | 0          | 1           | 0          | 0                 | 0                 | 0                 | 0                 | 4        | 0      | 1           | 0          |
| F. Zandi         | 19         | 0          | 1           | 0          | 3                 | 1                 | 1                 | 0                 | 22       | 1      | 2           | 0          |
| M. Ziemer        | 2          | 2          | 0           | 0          | 0                 | 0                 | 0                 | 0                 | 2        | 2      | 0           | 0          |